# HMCS Micmac (R10)
HMCS Micmac (R10/DDE 214) là một tàu khu trục lớp Tribal đã phục vụ cùng Hải quân Hoàng gia Canada từ năm 1945 đến năm 1964. Nó là chiếc tàu chiến tính năng cao và hiện đại đầu tiên được chế tạo tại Canada; là chiếc đầu tiên trong số bốn tàu khu trục lớp Tribal được đóng tại Xưởng tàu Halifax và là một trong số tám chiếc lớp Tribal đã phục vụ cùng Hải quân Hoàng gia Canada. Micmac bị tháo dỡ tại Faslane, Scotland vào năm 1965.

## Bối cảnh - Thiết kế - Chế tạo

### Chế tạo
Micmac được hạ thủy vào ngày 18 tháng 9 năm 1943. Tên nó được đặt nhằm vinh danh người Mi'kmaq tại Nova Scotia, tiếp nối truyền thống đặt tên các con tàu lớp Tribal của Canada theo tên các quốc gia Canada đầu tiên. Sau nhiều khó khăn, đặc biệt là sự chậm trễ việc chuyển giao hệ thống động lực từ hãng Inglis tại Toronto, chiếc tàu khu trục được cho nhập biên chế cùng Hải quân Hoàng gia Canada vào ngày 18 tháng 9 năm 1945 dưới quyền chỉ huy của Thiếu tá Hải quân R. L. Hennessy.
Mặc dù cuộc chiến tranh mà nó dự định tham gia đã kết thúc vào tháng 5, Micmac dù sao vẫn là chiếc tàu khu trục đầu tiên từng được chế tạo tại Canada. Với phí tổn toàn bộ ước lượng khoảng 8.500.000 Đô la Canada, đắt hơn khoảng bốn lần so với chi phí một chiếc lớp Tribal của Hải quân Hoàng gia Anh, nó cũng là một trang bị quân sự đơn chiếc đắt tiền nhất được sản xuất tại Canada cho đến lúc đó.

## Lịch sử hoạt động
Nhập biến chế vào một hải quân đang nhanh chóng rút gọn lực lượng, và được chế tạo cho một dạng hải chiến hầu như không còn tái diễn, Micmac đã trở nên lạc hậu ngay từ đầu. Trong thực tế, bản thân các tàu chị em cùng lớp của Hải quân Hoàng gia Anh đã được cho ngừng hoạt động vào năm 1945 và bị tháo dỡ vào năm 1949. Dù sao, trong khi hầu hết tàu chiến của Canada được cho xuất biên chế, đưa vào lực lượng dự bị hoặc cho tháo dỡ, thủy thủ đoàn của Micmac vẫn hoàn tất việc chạy thử máy huấn luyện, và con tàu được đưa vào hoạt động thường trực trong thời bình, với một chân trời vắng bóng mọi đối phương tiềm năng.

### Bị va chạm
Vào tháng 3 năm 1947, Micmac có vị chỉ huy mới, Thiếu tá Hải quân J. C. Littler (thăng Trung tá Hải quân từ ngày 1 tháng 7 1947), và đi vào Xưởng tàu Halifax cho một giai đoạn tái trang bị và nâng cấp các vũ khí tự động. Vào sáng sớm ngày 16 tháng 7 năm 1947, chiếc tàu khu trục từ cảng Halifax ra khơi cùng một số công nhân dân sự xưởng tàu để chạy thử máy hết tốc độ ngoài khơi Sambro Head. Không lâu sau khi hoàn tất chạy thử máy, ngay trước 13 giờ 00, Micmac mắc tai nạn va chạm với chiếc SS Yarmouth County, một tàu chở hàng lớp Victory nguyên mang tên Fort Astoria.
Yarmouth County chỉ bị hư hại nhẹ và không có ai trong số thủy thủ đoàn của nó chịu thương vong. Ngược lại, Micmac có năm người thiệt mạng và 15 người khác bị thương; ngoài ra năm thành viên thủy thủ đoàn cùng một công nhân dân sự của xưởng tàu bị mất tích ngoài biển và được xem là tử nạn. Phần phía trên của con tàu phía trước cầu tàu bị hư hại nặng; bệ tháp pháo "A" cùng các khẩu pháo của nó bị phá hủy toàn bộ. Hơn nữa nó bị mất 40 foot (12 m) phần mũi tàu, thân tàu bị biến dạng nặng bên mạn trái, và lườn tàu bị gảy ngay dưới tháp pháo "B". Micmac bị hư hại nặng đến mức thoạt tiên người ta xem nó như là một tổn thất toàn bộ.